# 고양이 범백혈구 감소증

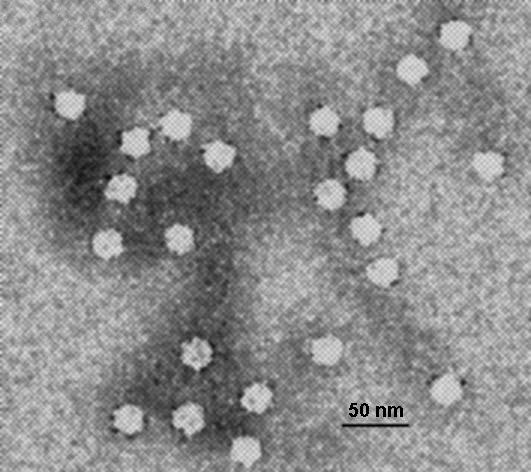

고양이 범백혈구 감소증(Feline panleukopenia, 범백혈구 감소증, 고양이 전염성 장염, 범백)은 고양이 파보 바이러스(Feline parvo virus, FPV)에 의해 발병하는 바이러스성 장염이다. 전염성이 매우 강하고 치사율이 높아 모든 고양이 종에게 치명적이다. '범백혈구 감소증'이라는 이름은 이 질병에 감염된 동물들에게서 백혈구가 현저하게 감소하는 증상을 보이기 때문에 이러한 이름이 붙여졌다.

## 잠복기 및 임상증상
주로 감염된 동물의 체액, 배설물 등의 접촉으로 감염되는데 이러한 매개체와 접촉하지 않았더라도 이 매개체와 접촉한 벼룩이나 빈대 등에 의해서도 감염될 수 있으며 감염된 동물과 접촉되었던 적이 있는 침구류, 음식 뿐만 아니라 착용했었던 의류나 신발에 의해서도 감염될 수 있다. 임상 징후는 일반적으로 노출 후 4 ~ 6 일 내에 발생하지만 2 ~ 14 일 내에 나타날 수 있으며 사람에게 전염되지는 않는다. 원인이 되는 FPV 바이러스는 구조적으로 매우 안정적이기 때문에 적절한 환경이 갖춰진다면 최대 1년까지 생존할 수 있다. 또한 이 질병에서 회복한 동물도 최대 6주까지 배설물 등에 바이러스가 남아있다.
FPV 바이러스는 숙주에 침입하여 가장 먼저 위장관 내벽을 공격하여 위장 전체적으로 궤양을 형성한다. 이로 인해 감염된 동물은 보통 혈변, 설사, 심한 탈수, 영양실조, 빈혈 등을 보이며 그 외 증상으로는 우울증, 무기력, 식욕 부진, 발열, 구토, 탈수로 인한 피부 탄력의 저하 등이 있고 또한 오랫동안 물을 마시기도 한다. 말기에는 저체온증도 보이며 패혈성 쇼크(septic shock) 및 파종성 혈관 내 응고(disseminated intravascular coagulation, DIC)까지 일으킬 수 있다. 대부분 이 질병에 감염된 고양이의 주된 사망 원인은 이차 감염 또는 설사로 인한 탈수가 대부분이다. 이차 감염은 FPV 바이러스에 감염된 고양이가 면역 체계에 문제가 생겨 이차 감염의 위험에 쉽게 노출되기 때문이다.
임신 중인 고양이가 이 질병에 노출될 경우에는 FPV 바이러스가 뱃속 새끼에게 소뇌 형성 부전(cerebellar hypoplasia)을 일으킨다. 이 때문에 임신중인 고양이에게는 FPV 바이러스에 대한 예방접종을 하지 않는다. 고양이의 FPV 바이러스는 개 파보 바이러스와 밀접하게 관련이 있고, 고양이에서 강아지로는 전염이 안된다.

## 진단
일반적으로 고양이 범백혈구 감소증(FPL)의 임상적 진단은 특징적인 위장관 질환과 감수성 개체에서 심한 범백혈구감소에 기초하여 이루어지지만, 분변검사, 혈액배양등도 다른 질환을 배제하기 위해 일반적으로 실시된다. FPL의 감별진단으로는 살모넬라증, 장관 중독증, FIV, 고양이 백혈병감염증(FeLV), 크립토스포리디움증, 췌장염, 급성 내독소혈증을 동반한 패혈증, 톡소포자중, 복막염, 림프종 등을 포함한다. 예방접종이 되지않은 고양이에서, FPLV에 대한 항체는 이 질환을 가지고 있거나, 과거에 앓았음을 의미하지만, 많은 경우 무증상감염도 일어나기 때문에 항체검사는 신뢰하기 어렵다.

## 예방접종
일반적인 고양이 범백혈구 감소증 백신으로 예방한다. 여러 다른질환과 혼합된 백신으로 이용가능하다. 이 백신의 여러질병에 대한 방어능력, 그리고 이 질환의 심각도가 크기 때문에 모든 고양이에서 추천된다. FPV는 매우 안정적인 바이러스이고, 매개체를 통해 감염이 이루어질 수 있어서 집안에만 사는 고양이에서도 감염될 수 있다.
하지만 이 바이러스는 임신한 고양이의 새끼에게 소뇌 형성 부전이라는 치명적인 부작용을 일으키므로 임신중인 고양이에게는 예방 접종을 실시하지 않는다.

## 치료
이 질병에 감염된 동물은 24시간 이내에 죽을 수 있을 정도로 치사율이 높기 때문에 발견 즉시 치료가 필요하다. 치료는 전체적으로 저하된 백혈구 수를 증가시키기 위해 전혈 수혈을 하기도 하고, 탈수에 의한 패혈증을 방지하기 위해서 항생제와 비타민A, B, C 등을 포함한 수액을 정맥 주사한다. 이 질병은 전염성이 매우 강하기 때문에 보통 동물병원에 입원시킨 후 격리치료를 실시한다.
FPV에 진단된 고양이는 첫째로 격리시켜야 한다.
지지요법
정맥투여로 탈수와 전해질을 교정하는 것이 중요하다. 감염된 고양이에서 장관 방어기전이 파괴되기 때문에, 세균이 혈액내로 침범할 수 있다. 패혈증을 막는 것이 가장 중요하기 때문에, 광범위 항생제를 투여해야한다(정맥투여). 경구 식이급여가 유익한 효과를 보인다라는 연구가 있기 때문에 가능한한 오래동안 급이를 계속해야한다. 아주 소화흡수가 높은 식이를 급여해야하며, 구토가 지속된다면, 항구토제를 처방해야한다. 비타민보충제(특히 Vit.B)는 thiamine 결핍을 막기위해 투여한다. 식욕부진, 저단백혈증, 구토, 설사를 보이는 고양이에서 비경구영양공급이 필요하다.
항바이러스 치료
고양이 재조합 인터페론 오메가가 개에서 효과적이며, 세포배양내에서 FPV의 복제를 억제한다. 하지만 감염된 고양이에서는 아직 연구가 더 필요하며, 추후에 사용될 것으로 여겨진다.

## 예후
생후 두 달 이내밖에 되지 않은 고양이는 약 95%의 높은 치사율을 보인다. 생 후 두 달이 넘은 고양이라 하더라도 치료를 실시함에도 불구하고 약 60~70%가 사망하며 치료하지 않을 경우에는 100% 사망한다. 성묘(성인 고양이)의 경우에는 치료를 실시했을 경우 치사율은 약 10~20%, 치료를 하지 않았을 경우 치사율은 약 85%를 보인다. 고령의 고양이는 신체적으로 노약해진 상황이므로 성묘보다 치사율이 다소 높다.

## 합병증
주로 발생하는 합병증으로는 거의 대부분 탈수 증상을 일으키며, 저나트륨혈증(Hyponatremia)과 전해질 불균형, 고열, 저체온증도 흔하게 발생한다. 또한 백혈구 수 감소로 인한 세균, 곰팡이, 다른 종의 바이러스에 이차 감염이 발생할 수 있다. 만약 파종성 혈관 내 응고가 발생할 경우 고양이에게 매우 치명적이다. 극단적인 상황으로 갈 경우 혈소판 감소증(thrombocytopenia)과 심각한 출혈성 합병증까지 일으킬 수 있다. 고양이들은 보통 이 질병을 이겨내 치료가 되면 대부분 모든 장기가 회복되어 생존하지만, 낮은 확률로 혈액이나 위장관에 후유증이 발생하였다는 사례가 보고가 된 적이 있으며, 드물기는 하지만 완치 후 후유증으로 심근증(Cardiomyopathy)이나 심근염(myocarditis)이 발생하였다는 보고도 있다.

## 같이 보기
- 고양이 복막염
- 고양이 백혈병 바이러스